# Aigues-Vives (Gard)
Aigues-Vives (okzitanisch Aigas Vivas oder Aiga Viva) ist eine französische Gemeinde mit 3340 Einwohnern (Stand 1. Januar 2022) im Département Gard in der Region Okzitanien.

## Geografie
Aigues-Vives liegt zwischen den Städten Nîmes und Montpellier. Die A9 führt durch das Gemeindegebiet, das zudem vom Rhôny durchflossen wird. Die Nachbargemeinden von Aigues-Vives sind Congénies und Calvisson im Norden, Mus und Codognan im Osten, Le Cailar im Südosten, Aimargues im Süden, Gallargues-le-Montueux im Südwesten und Aubais im Westen.

## Geschichte und Kultur
Der Ort liegt direkt an der Römerstraße Via Domitia, von deren Wegrand ein Meilenstein erhalten ist. Vermutlich im zweiten Jahrhundert existierte hier eine römische Villa. Die Überreste einer weiteren römischen Villa aus dem 4. Jahrhundert sind noch erhalten. Die ältesten erhaltenen Bauwerke stammen bereits aus dem ersten Jahrhundert, die neuesten vorhandenen Spuren stammen aus der Zeit der Völkerwanderung, als verschiedene Stämme die Region beherrschten. 1248 spendete der Herrscher von Aigues-Vives und Générac, der als Kreuzfahrer ins heilige Land zog, die beiden Orte dem Templerorden. Dies wurde von Ludwig IX. bestätigt.
Die Dorfkirche Saint-Pierre wurde im Verlauf der Hugenottenkriege zerstört und in den Jahren 1686 und 1687 wieder aufgebaut. Im Jahr 1803 sprach Napoleon Bonaparte die zuvor katholische Kirche den Protestanten zu, die mehr als 90 Prozent der Bevölkerung in der Gemeinde ausmachten. Eine Beschwerde der katholischen Minderheit blieb ohne Erfolg. Der Bau der heutigen katholischen Kirche, die ebenfalls den Namen Saint-Pierre erhielt, begann 1855. Sie gehört dem Bistum Nîmes an.
Die schmalspurige Chemin de Fer d’Aigues-Vives, umgangssprachlich Tramway oder Lignette genannt, wurde 1892–1901 mit drei Feldbahn-Dampflokomotiven betrieben, um Holzfässer mit Wein und anderen obstwirtschaftlichen Produkten vom Ort zum 2 km entfernten Bahnhof zu bringen.

### Bevölkerungsentwicklung
| Jahr      | 1962 | 1968 | 1975 | 1982 | 1990 | 1999 | 2009 | 2017 |
| --------- | ---- | ---- | ---- | ---- | ---- | ---- | ---- | ---- |
| Einwohner | 1367 | 1506 | 1611 | 1908 | 2101 | 2329 | 2859 | 3337 |

## Persönlichkeiten
- Émile Jamais (* 1856 in Aigues-Vives; † 1893), französischer Politiker
- Gaston Doumergue (* 1863 in Aigues-Vives; † 1937), französischer Präsident
- Jean Bosc (* 1924 in Nîmes; † 1973), französischer Karikaturist, aufgewachsen in Aigues-Vives